# 新発田市役所
新発田市役所（しばたしやくしょ）は、日本の地方公共団体である新発田市の執行機関としての事務を行う施設（役所）である。

## 本庁舎「ヨリネスしばた」
現在の本庁舎（愛称：ヨリネスしばた）は、2017年（平成29年）1月にオープンした。JR新発田駅から西へ1 km以上にわたって続く、片持ちアーケード商店街に面しており、東西南北の交通軸が交わるまちの中心に立地している。
半屋内の構造で側壁の開閉が可能な「札の辻広場」を備えているほか、テラスや展望ラウンジ「飯豊ラウンジ」を備えており、観光客には街歩きの起点、買い物客には休憩所、高校生には自習場所、子育て世代には情報交換の場となることを想定している。市議会の議場はコンサートや展覧会も催せる多目的ホールとなっている。
また、館内にはエフエムしばたのサテライトスタジオが設けられている。
2013年策定の「新発田市中心市街地活性化基本計画」において「まちの顔」として位置づけられ、整備が進められた3施設のひとつであり、他の2施設である新発田駅前複合施設「イクネスしばた」、防災公園「アイネスしばた」も同じく2016年度にオープンしている。
第60回BCS賞を受賞した。

### 愛称の由来
「ヨリ」は市民が立ち寄る、市民と行政の糸を撚り合せた太い綱という意味を表しており、「ネス」は新発田の方言である。
「札の辻広場」は、広場が面する交差点がかつて新発田藩が法令などを掲げ住民を集めた札の辻（高札場）であったことに由来する。

## 歴史

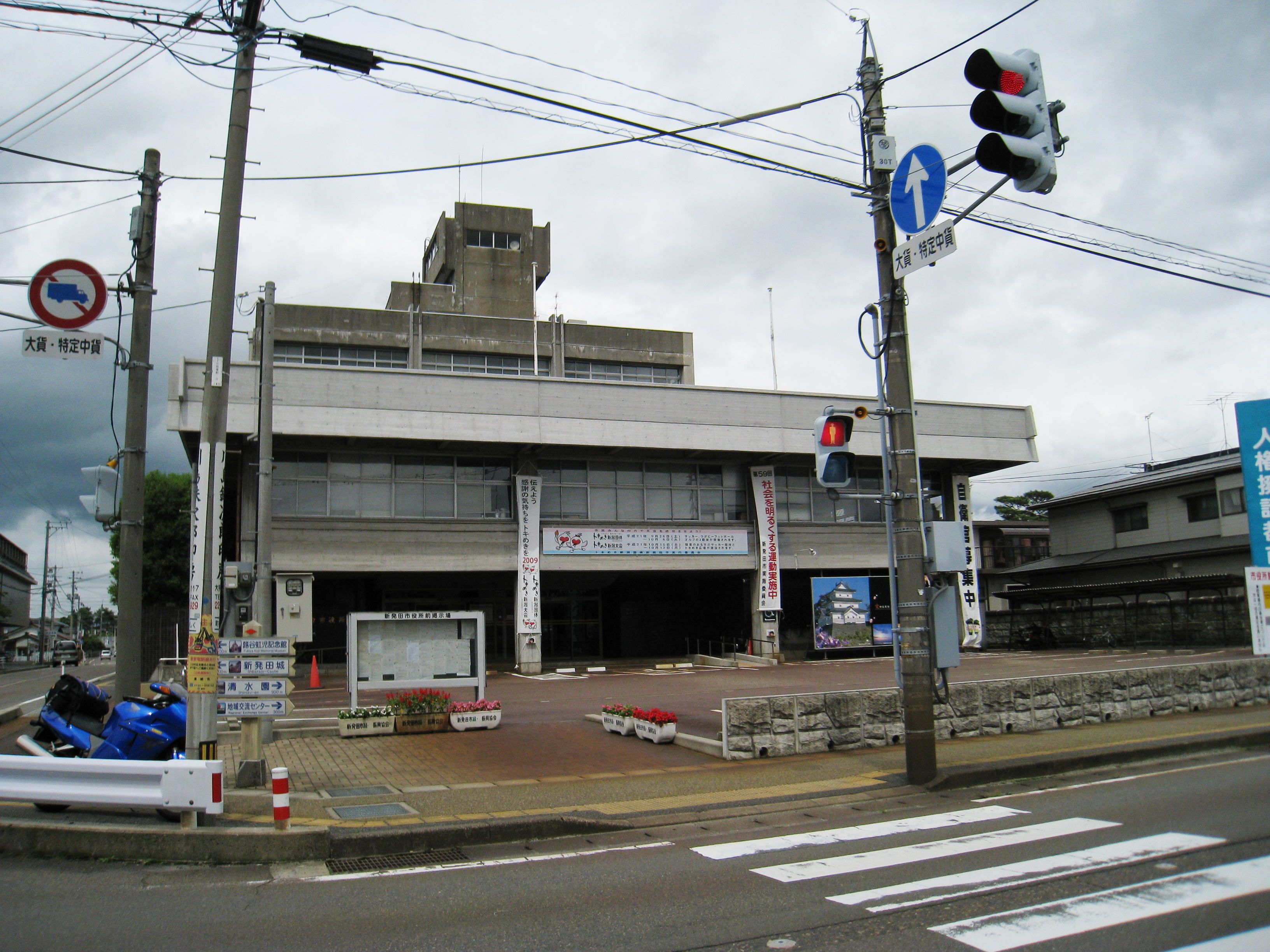
先代の本庁舎

### 先代までの本庁舎の変遷
- 1964年（昭和39年）4月：本庁舎が火災により焼失[8]。
- 1966年（昭和41年）1月：本庁舎を建設[8]。

### 新本庁舎「ヨリネスしばた」の建設
先代の本庁舎は老朽化や狭隘化、耐震性などの課題を抱えていたことから新庁舎の建設が計画され、2010年（平成22年）11月に「新発田市新庁舎建設基本構想」がまとめられた。旧本庁舎は新発田城三の丸跡の行政施設・公共施設が集中するエリアに設けられており、当初は新庁舎も同じ位置に建設される方針がとられていたが、その後複数の場所を比較検討した結果、地域交流センター駐車場への移転が決定した。
新庁舎への移転後、旧本庁舎は解体され市役所第4駐車場となった。

## 別館・支所等
市役所別館
- 1990年[8]に建設された庁舎で、旧本庁舎と交差点を挟んだ斜め向かいに位置する。

地域整備庁舎
- 1978年[8]に建設された庁舎で、旧本庁舎から200 mほど北東に位置する。

豊浦庁舎
- 1980年[8]に建設された旧豊浦町役場。豊浦支所の機能のほか、教育関係などの課が置かれている[10]。

紫雲寺庁舎
- 元々は1973年[8]に建設された稲荷岡の旧紫雲寺町役場を使用していたが、2016年3月に「健康プラザしうんじ」に移転[11]。

加治川庁舎
- 1990年[8]に建設された旧加治川村役場。加治川支所の機能のほか、農林水産関係の課が置かれている[12]。

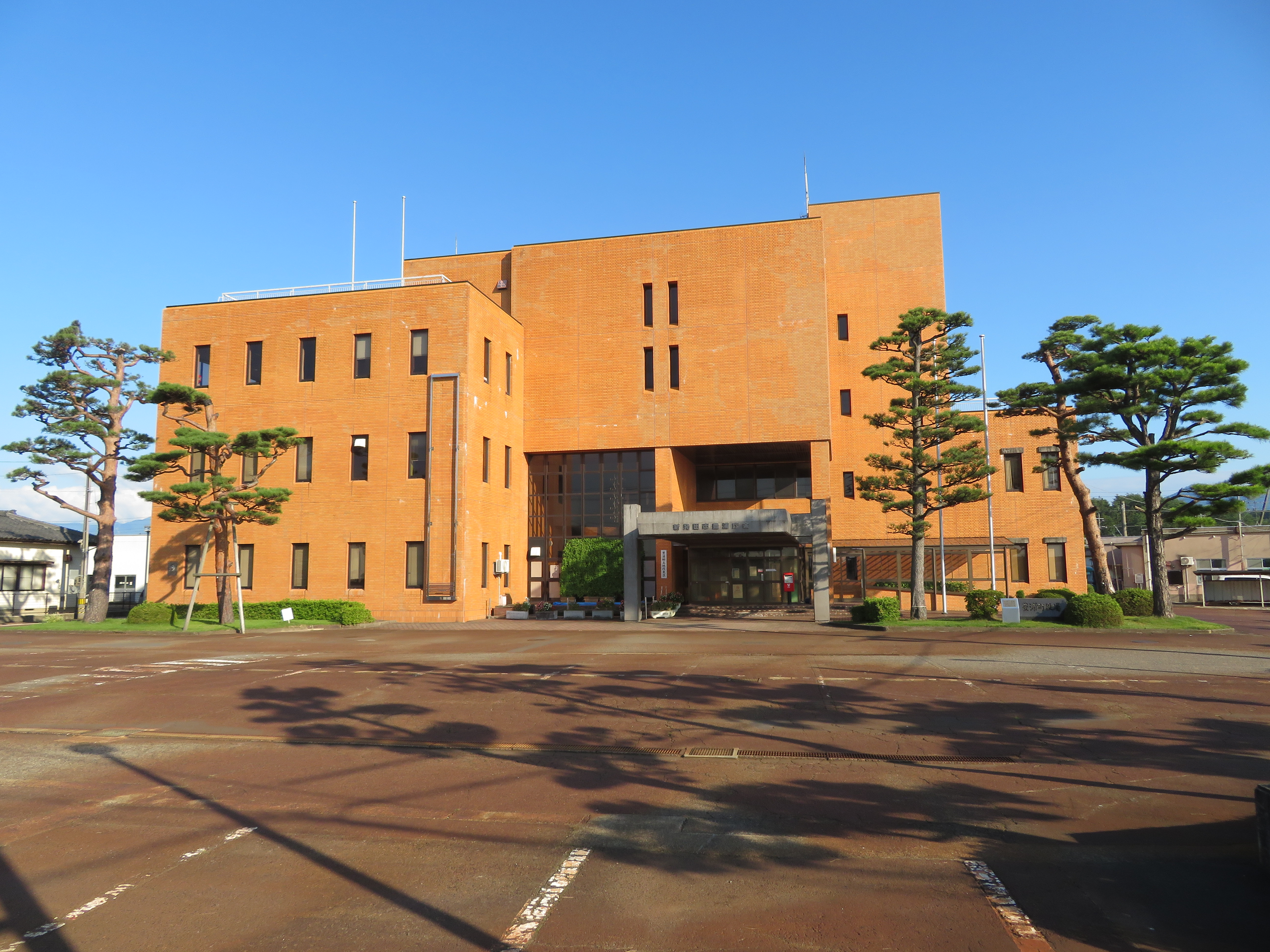
豊浦庁舎（旧豊浦町役場庁舎）
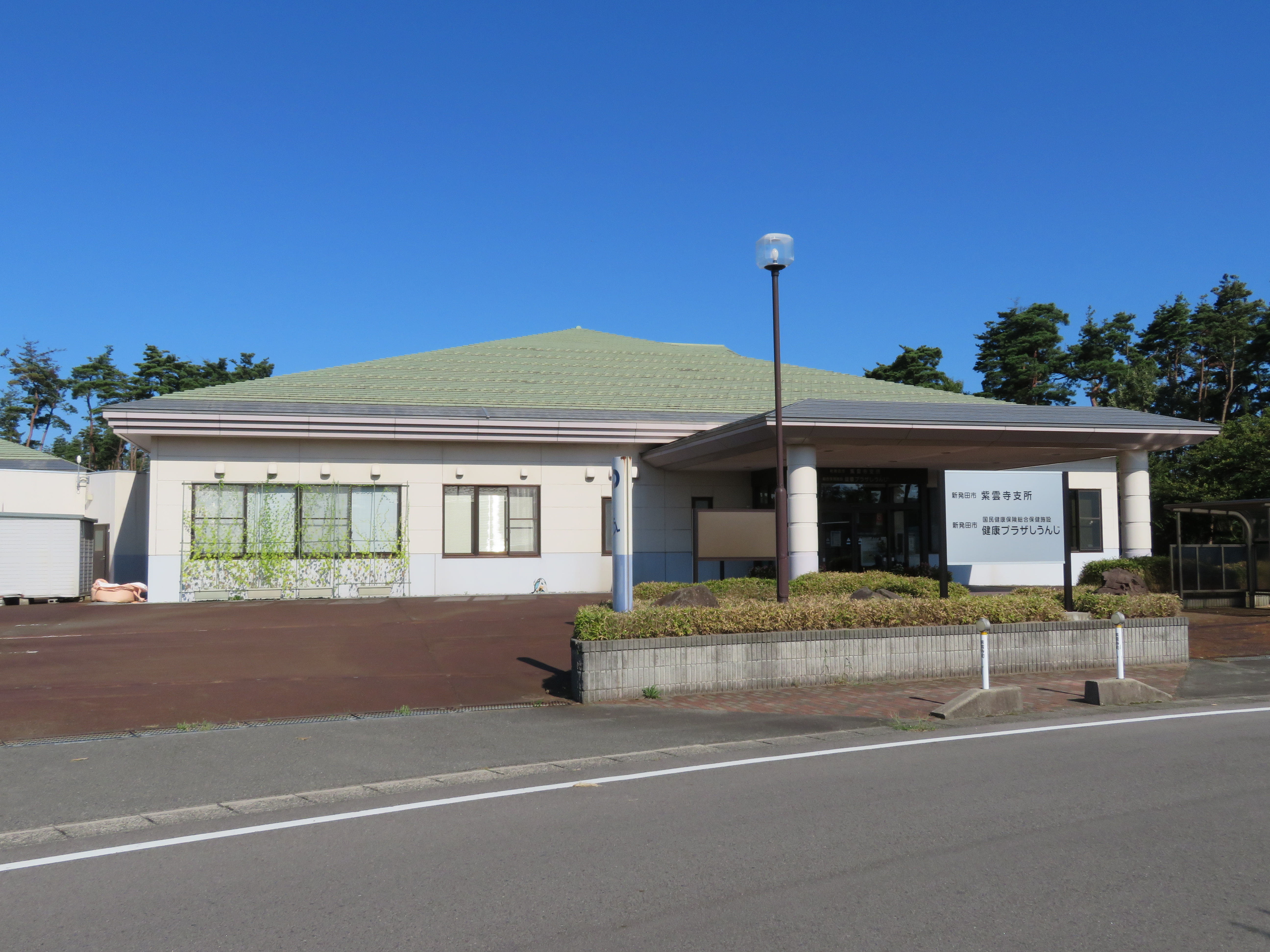
紫雲寺支所
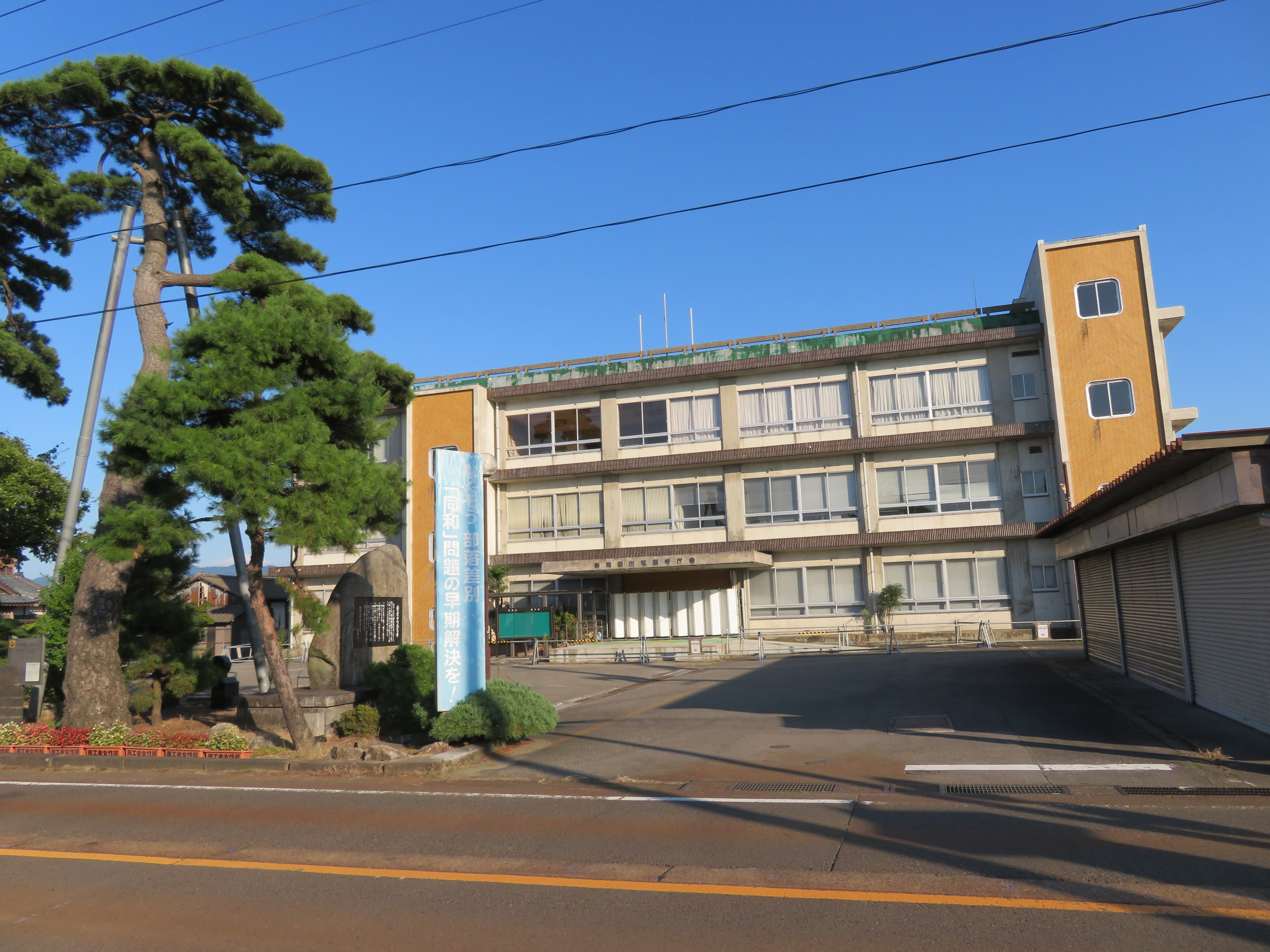
旧紫雲寺庁舎（旧紫雲寺町役場庁舎）
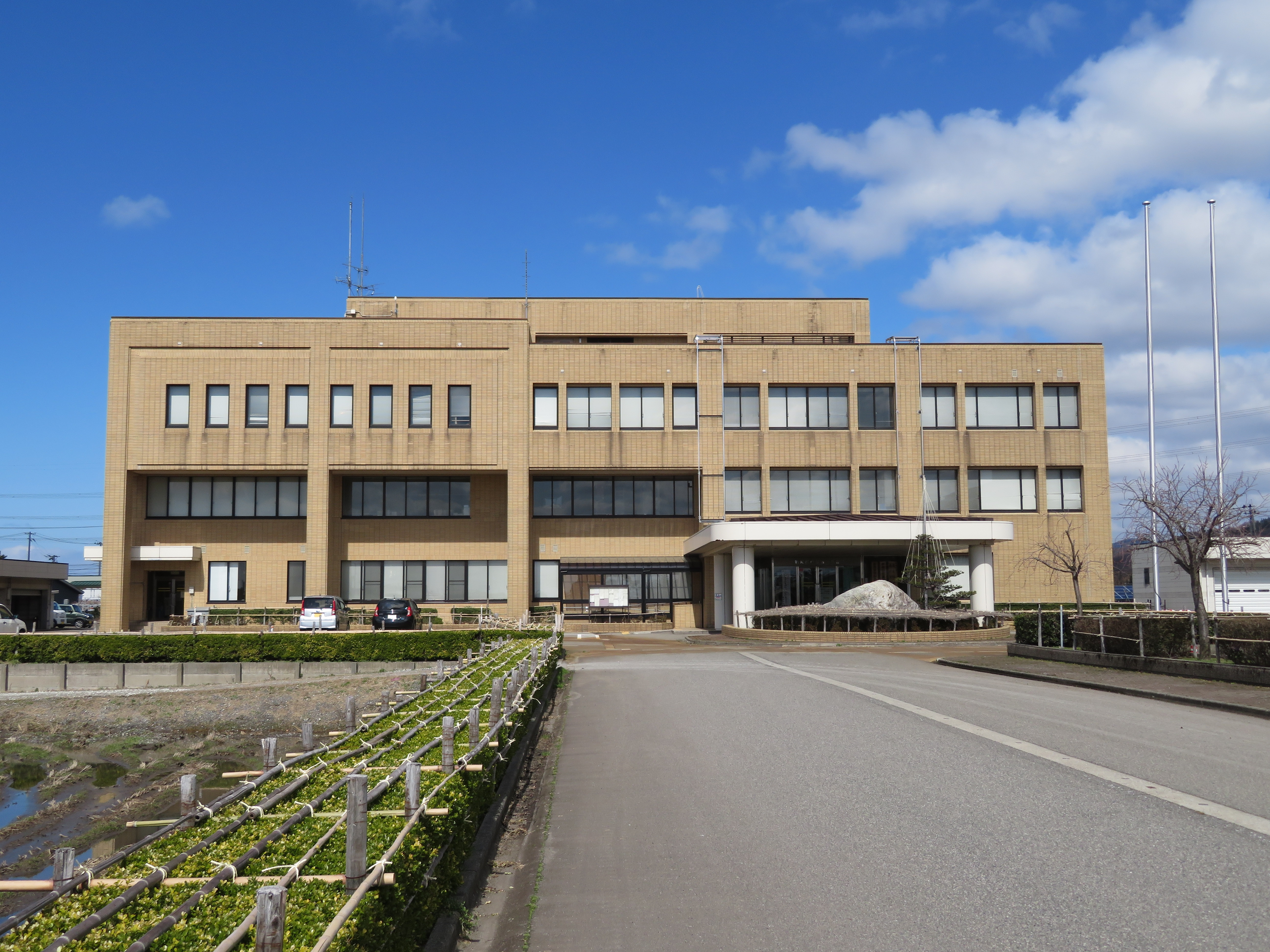
加治川庁舎（旧加治川村役場庁舎）